# ロリーヌ・ルカヴァリエ
ロリーヌ・ルカヴァリエ（フランス語: Laurine Lecavelier、1996年4月26日 - ）は、フランス、アンギャン＝レ＝バン出身のフィギュアスケート選手（女子シングル）。2016年フランス選手権優勝、2013年ムラドストトロフィー優勝、2017年欧州選手権5位入賞など。

## 経歴
2010-2011シーズン、初めての国際大会となった、トリグラフトロフィー杯ジュニアクラスでいきなり優勝。
2011-2012シーズン、ジュニアGPシリーズ参戦。ジュニアGPシリーズは12位、10位とどちらも振るわなかったが、フランス選手権では6位と昨年の12位から大きく順位を上げる大躍進をした。ババリアンオープンジュニアクラスで優勝し、いい形でシーズンを終えた。
2012-2013シーズン、ジュニアGPシリーズは、12位、9位と振るわなかったが、フランス選手権では3位と自身の表彰台に上がり、世界ジュニア選手権出場を決めた。自身の世界ジュニア選手権ではジャンプの転倒が多く13位に終わった。しかし、シーズン最後の大会となるムラドストトトロフィーのシニアクラスで優勝し、シニア国際大会初めての表彰台、そして優勝を果たした。
2013-2014シーズン、ジュニアGPシリーズでは、11位、9位と振るわなかったが、クリスタルスケートで自身2度目のシニア国際大会優勝をした。フランス選手権ではSP4位からFSで逆転し、トータルも2位と自身最高順位を更新する2位に入り、1位のマエ=ベレニス・メイテには届かずオリンピック出場はならなかったが、自身初となる欧州選手権代表を掴んだ。初めての欧州選手権では、緊張もありジャンプが乱れ13位に終わった。シーズン最後のガルデナスプリング杯では4位。
2014-2015シーズン、シニア 本格デビュー。シーズン初戦のISUチャレンジャーシリーズロンバルディア杯では7位。続くニース杯ではSP3位からFSで5位のスコアでトータルも5位と表彰台を逃した。初めてのGPシリーズの大会となったGPエリックボンバール杯では11位に終わった。フランス選手権ではマエ=ベレニス・メイテにつぐ2位で2年連続2位に入ったが、世界選手権出場は出来なかったが、欧州選手権代表を2年連続で掴み、冬季ユニバーシアード代表を掴んだ。2度目の出場となった、欧州選手権では自身初の150点台を出し、昨年より3つ順位を上げる10位となった。冬季ユニバーシアードでは4位と惜しくもメダルを逃した。ザイブト記念では、今シーズン初めての国際大会表彰台に上がった。
2015-2016シーズン、シーズン初戦のニース杯で3位。GPシリーズエリックボンバール杯ではSP12位と出遅れ、FSで巻き返そうとしたがテロの影響でSPのみとなり12位に終わった。しかし、NRW杯では、参考記録であるがSPで5点台以上自己ベストを更新し、FSも114.198と初めてFSで100点を超え、トータルも173.93と参考ながら自己ベストを20点以上更新し優勝した。フランス選手権ではSPで61点を出し、2位のマエ=ベレニス・メイテに8点近くの差をつけ、悲願の初優勝かと思われたがFSでジャンプのミスが多く、逆転を許し1位とは、3点差の惜しくも3年連続2位となったしかし、世界選手権出場枠が2枠のため自身初の世界選手権出場を決めた。欧州選手権ではジャンプの転倒が多く昨年と同じ10位に終わった。チロル杯では2位。世界選手権ではSPでジャンプの転倒が多くSP31位でFSに進めず、31位に終わった。なお、マエ=ベレニス・メイテもSPで25位と沈みFSに進めず25位と沈んだので、世界選手権「2」枠を獲得できなかった。
2016-2017シーズン、シーズン初戦のニース杯で3位。続くゴールデンベアでは優勝。GPシリーズフランス杯では、SPで公式記録の自己ベストを15点近く更新する66,61を出し5位に入った。FSもところどころミスがあったが自己ベストを大きく更新し、トータルも184.65と自己ベストを大きく更新し、6位に入った。フランス選手権では、2位のマエ=ベレニス・メイテに30点近く差をつけ悲願の初優勝を果たし、2年連続世界選手権代表を掴んだ。欧州選手権ではSPで5位につけ、FSでは自己ベストを更新する124.29点でFSスコアではマリアソツコワより得点を出し、FS4位で総合スコアも自己ベストを更新する188.10点で昨年から大きく順位を上げる5位入賞し、大躍進した。しかし、欧州選手権の好調を維持できず世界選手権ではジャンプが乱れ、SPで22位と遅れ、FSもジャンプの転倒が多く総合スコア162.99で昨年の31位からは大きく順位を上げたが、18位と、オリンピック出場枠「2」を獲得することが出来なかった。
2017-2018シーズン、昨年の欧州選手権5位の成績を評価され、初めてGPシリーズ2戦のアサインがあった。初めてのGPフランス杯以外のGPシリーズとなった、GPスケートカナダではSPでは、ジャンプの大きなミスなく技術点では31点を出し、8位につけた。FSでは、ジャンプの転倒はなかったが、ジャンプが乱れFSも8位と総合でも8位に終わったが、エキシビジョンに出場した。GPフランス杯では、11位に終わった。オリンピック1枠をかけたフランス選手権では、SPでメイテに1点も差がない僅差で2位につけだが、逆転できず、メイテと4点差の2位に終わった。しかし、昨シーズンの欧州選手権の成績等もあり、オリンピック代表は欧州選手権の結果後決めることとなった。

## 技術・演技
アクセルを除く3回転ジャンプを飛べる。コンビネーションジャンプでは、2A+1Lo+3S、2016-2017シーズン3T+3T、3Lz+3T、2A+3Tを成功した。また、2016-2017シーズンのFSでは衣装の裏にもう1枚衣装が縫い付けてあり、袖を下ろし、演技中に衣装チェンジするというユニークな演技を披露してる。

## 主な戦績
| 大会/年              | 2009-10 | 2010-11 | 2011-12 | 2012-13 | 2013-14 | 2014-15 | 2015-16 | 2016-17  | 2017-18 | 2018-19  | 2019-20 |
| -------------------- | ------- | ------- | ------- | ------- | ------- | ------- | ------- | -------- | ------- | -------- | ------- |
| 世界選手権           |         |         |         |         |         |         | 31      | 18       | 14      | 15       |         |
| 欧州選手権           |         |         |         |         | 13      | 10      | 10      | 5        | 11      | 5        |         |
| 世界国別対抗戦       |         |         |         |         |         | T6 / P9 |         | T6 / P11 |         | T4 / P10 |         |
| フランス選手権       | 10      | 12      | 6       | 3       | 2       | 2       | 2       | 1        | 2       | 2        |         |
| GPロステレコム杯     |         |         |         |         |         |         |         |          |         |          | WD      |
| GPフランス杯         |         |         |         |         |         | 11      | 12      | 6        | 11      | 9        | WD      |
| GPスケートカナダ     |         |         |         |         |         |         |         |          | 8       |          |         |
| GPスケートアメリカ   |         |         |         |         |         |         |         |          |         | 5        |         |
| CSゴールデンスピン   |         |         |         |         |         |         |         | 9        |         |          |         |
| CSアイススター       |         |         |         |         |         |         |         |          |         |          | WD      |
| CSアルペン杯         |         |         |         |         |         |         |         |          |         | 5        |         |
| CSロンバルディア杯   |         |         |         |         |         | 7       |         |          | 10      |          |         |
| プランタン杯         |         |         |         |         |         |         |         |          | 4       |          |         |
| ネスレ杯             |         |         |         |         |         |         |         | 1        |         |          |         |
| ニース杯             |         |         |         | 2 J     |         | 5       | 3       | 3        |         |          |         |
| ゴールデンベア       |         |         |         |         |         |         |         | 1        |         |          |         |
| チロル杯             |         |         |         |         |         |         | 2       |          |         | 1        |         |
| NRW杯                |         |         |         |         |         |         | 1       |          |         |          |         |
| ザイブト記念         |         |         |         |         |         | 3       |         |          |         |          |         |
| ユニバーシアード     |         |         |         |         |         | 4       |         |          |         |          |         |
| ガルデナスプリング杯 |         |         |         |         | 4       |         |         |          |         |          |         |
| クリスタルスケート   |         |         |         |         | 1       |         |         |          |         |          |         |
| ムラドストトロフィー |         |         |         | 1       |         |         |         |          |         |          |         |
| 世界Jr.選手権        |         |         |         | 13      |         |         |         |          |         |          |         |
| JGPミンスク          |         |         |         |         | 9       |         |         |          |         |          |         |
| JGPリガ杯            |         |         |         |         | 11      |         |         |          |         |          |         |
| JGPクールシュヴェル  |         |         |         | 12      |         |         |         |          |         |          |         |
| JGP S.ブレッド杯     |         |         |         | 9       |         |         |         |          |         |          |         |
| JGP W.ロンバルディ杯 |         |         | 12      |         |         |         |         |          |         |          |         |
| JGPタリン杯          |         |         | 10      |         |         |         |         |          |         |          |         |
| ババリアンオープン   |         |         | 1 J     |         |         |         |         |          |         |          |         |
| トリグラフトロフィー |         | 1 J     |         |         |         |         |         |          |         |          |         |

### 詳細
| 2018-2019 シーズン     |                                                           |          |           |           |
| 開催日                 | 大会名                                                    | SP       | FS        | 結果      |
| 2019年3月18日 - 24日   | 2019年世界フィギュアスケート選手権（さいたま）            | 19 56.81 | 15 113.78 | 15 170.59 |
| 2019年2月26日 - 3月3日 | 2019年チロル杯（インスブルック）                          | 5 52.09  | 1 109.37  | 1 161.46  |
| 2019年1月21日 - 27日   | 2019年ヨーロッパフィギュアスケート選手権（ミンスク）      | 6 63.29  | 6 116.76  | 5 180.05  |
| 2018年12月13日 - 15日  | フランスフィギュアスケート選手権（ヴォジャニー）          | 2 60.24  | 2 117.30  | 2 177.54  |
| 2018年11月23日 - 25日  | ISUグランプリシリーズ 2018年フランス国際（グルノーブル）  | 11 51.66 | 9 105.58  | 9 157.24  |
| 2018年11月14日 - 17日  | CS アルペン杯（インスブルック）                           | 5 56.12  | 4 106.66  | 5 162.78  |
| 2018年10月19日 - 21日  | ISUグランプリシリーズ2018年スケートアメリカ（エバレット） | 7 59.57  | 5 112.84  | 5 172.41  |

| 2017-2018 シーズン    |                                                               |          |           |           |
| 開催日                | 大会名                                                        | SP       | FS        | 結果      |
| 2018年3月19日 - 25日  | 2018年世界フィギュアスケート選手権（ミラノ）                  | 15 59.79 | 13 113.44 | 14 173.23 |
| 2018年3月16日 - 18日  | 2018年プランタン杯 （コッケルシュエール）                     | 4 61.86  | 4 101.80  | 4 163.66  |
| 2018年1月17日 - 20日  | 2018年ヨーロッパフィギュアスケート選手権（モスクワ）          | 7 55.36  | 12 98.75  | 11 154.11 |
| 2017年11月17日 - 19日 | ISUグランプリシリーズ フランス杯（グルノーブル）              | 7 60.68  | 11 93.67  | 11 154.35 |
| 2017年10月27日 - 29日 | ISUグランプリシリーズスケートカナダ（レジャイナ）             | 8 59.08  | 8 107.35  | 8 166.43  |
| 2017年9月14日 - 17日  | ISUチャレンジャーシリーズロンバルディアトロフィー（ベルガモ） | 10 53.97 | 9 95.05   | 10 149.02 |

| 2016-2017 シーズン     |                                                          |          |           |                   |
| 開催日                 | 大会名                                                   | SP       | FS        | 結果              |
| 2017年4月20日 - 23日   | 2017年世界フィギュアスケート国別対抗戦（東京）           | 11 54.15 | 10 107.43 | 6 団体 （161.58） |
| 2017年3月27日 - 4月2日 | 2017年世界フィギュアスケート選手権（ヘルシンキ）         | 22 55.49 | 17 107.50 | 18 162.99         |
| 2017年1月25日 - 29日   | 2017年ヨーロッパフィギュアスケート選手権（オストラヴァ） | 5 63.81  | 4 124.29  | 5 188.10          |
| 2016年12月15日 - 1７日 | フランスフィギュアスケート選手権（カーン）               | 1 62.06  | 1 108.49  | 1 170.55          |
| 2016年12月7日 - 10日   | ISUチャレンジャーシリーズ ゴールデンスピン（ザグレブ）   | 11 49.16 | 6 102.42  | 9 151.58          |
| 2016年11月11日 - 13日  | ISUグランプリシリーズ フランス杯（パリ）                 | 4 66.61  | 7 118.04  | 6 184.65          |
| 2016年10月27日 - 30日  | 2016年ゴールデンベア（ザグレブ）                         | 1 61.47  | 1 106.58  | 1 168.05          |
| 2016年10月19日 - 23日  | 2016年ニース杯（ニース）                                 | 1 58.97  | 3 106.81  | 3 165.78          |

| 2015-2016 シーズン     |                                                            |          |          |           |
| 開催日                 | 大会名                                                     | SP       | FS       | 結果      |
| 2016年3月26日 - 4月3日 | 2016年世界フィギュアスケート選手権（ボストン）             | 31 46.92 | -        | 31 46.92  |
| 2016年3月9日 - 13日    | 2016年チロル杯（インスブルック）                           | 3 53.54  | 2 100.53 | 2 154.07  |
| 2016年1月25日 - 31日   | 2016年ヨーロッパフィギュアスケート選手権（ブラチスラヴァ） | 13 52.84 | 9 99.50  | 10 152.34 |
| 2015年12月17日 - 19日  | フランスフィギュアスケート選手権（エピナル）               | 1 61.59  | 2 95.64  | 2 157.23  |
| 2015年11月25日 - 29日  | 2015年NRW杯（ドルトムント）                                | 1 59.75  | 1 114.18 | 1 173.93  |
| 2015年11月13日 - 15日  | ISUグランプリシリーズ エリック・ボンパール杯（ボルドー）   | 12 46.53 | 中止     | 12        |
| 2015年10月14日 - 18日  | 2015年ニース杯（ニース）                                   | 3 54.99  | 3 100.79 | 3 155.78  |

| 2014-2015 シーズン     |                                                                                  |          |          |           |
| 開催日                 | 大会名                                                                           | SP       | FS       | 結果      |
| 2015年4月16日 - 19日   | 2015年世界フィギュアスケート国別対抗戦（東京）                                   | 10 52.84 | 9 95.43  | 6 団体    |
| 2015年2月25日 - 28日   | 2015年ヘルムート・ザイブトメモリアル（ウィーン）                                 | 4 48.45  | 4 93.81  | 3 142.26  |
| 2015年2月4日 - 14日    | ユニバーシアード冬季競技大会（グラナダ）                                         | 5 55.29  | 5 99.95  | 4 155.24  |
| 2015年1月26日 - 2月1日 | 2015年ヨーロッパフィギュアスケート選手権（ストックホルム）                       | 13 51.58 | 10 99.85 | 10 151.43 |
| 2014年12月18日 - 21日  | フランスフィギュアスケート選手権（ムジェーヴ）                                   | 3 49.17  | 2 99.25  | 2 148.42  |
| 2014年11月21日 - 23日  | ISUグランプリシリーズ エリック・ボンパール杯（ボルドー）                         | 12 44.03 | 10 95.51 | 11 139.54 |
| 2014年10月15日 - 19日  | 2014年ニース杯（ニース）                                                         | 3 50.91  | 5 88.86  | 5 139.77  |
| 2014年9月18日 - 21日   | ISUチャレンジャーシリーズ ロンバルディアトロフィー（セスト・サン・ジョヴァンニ） | 4 52.09  | 8 86.92  | 7 139.01  |

| 2013-2014 シーズン     |                                                        |          |          |           |
| 開催日                 | 大会名                                                 | SP       | FS       | 結果      |
| 2014年3月28日 - 30日   | 2014年ガルデナスプリング杯（ガルデナ）                 | 4 46.90  | 4 81.17  | 4 128.07  |
| 2014年1月13日 - 19日   | 2014年ヨーロッパフィギュアスケート選手権（ブダペスト） | 13 49.12 | 11 90.30 | 13 139.42 |
| 2013年12月12日 - 15日  | フランスフィギュアスケート選手権（ヴォジャニー）       | 4 50.75  | 2 96.13  | 2 146.88  |
| 2013年10月24日 - 27日  | 2013年クリスタルスケート（ブラショフ）                 | 2 47.37  | 1 94.03  | 1 141.40  |
| 2013年9月25日 - 29日   | ISUジュニアグランプリ ミンスク（ミンスク）             | 8 46.08  | 8 91.18  | 9 137.26  |
| 2013年8月27日 - 9月1日 | ISUジュニアグランプリ リガ杯（リガ）                   | 7 47.67  | 11 80.84 | 11 128.51 |

| 2012-2013 シーズン     |                                                            |          |          |           |
| 開催日                 | 大会名                                                     | SP       | FS       | 結果      |
| 2013年3月20日 - 24日   | 2013年ムラドストトロフィー（ザグレブ）                     | 2 44.07  | 1 92.56  | 1 136.63  |
| 2013年2月25日 - 3月3日 | 2013年世界ジュニアフィギュアスケート選手権（ミラノ）       | 9 50.43  | 15 80.82 | 13 131.25 |
| 2012年12月13日 - 16日  | フランスフィギュアスケート選手権（ストラスブール）         | 3 51.99  | 3 93.21  | 3 145.20  |
| 2012年10月24日 - 28日  | 2012年ニース杯 ジュニアクラス（ニース）                    | 2 46.79  | 2 87.69  | 2 134.48  |
| 2012年9月26日 - 30日   | ISUジュニアグランプリ センシラ・ブレッド杯（ブレッド）     | 4 47.46  | 10 77.47 | 9 124.93  |
| 2012年8月22日 - 26日   | ISUジュニアグランプリ クールシュヴェル（クールシュヴェル） | 11 41.46 | 11 72.20 | 12 113.66 |

| 2011-2012 シーズン    |                                                               |          |         |           |
| 開催日                | 大会名                                                        | SP       | FS      | 結果      |
| 2012年2月1日 - 5日    | 2012年ババリアンオープン ジュニアクラス（オーベルストドルフ） | 1 41.40  | 1 79.98 | 1 121.38  |
| 2011年12月16日 - 18日 | フランスフィギュアスケート選手権（ダンマリー＝レ＝リス）      | 7 39.52  | 6 82.27 | 6 121.79  |
| 2011年10月12日 - 15日 | ISUジュニアグランプリ タリン杯（タリン）                      | 16 36.82 | 7 82.96 | 10 119.78 |
| 2011年10月5日 - 9日   | ISUジュニアグランプリ ワルテル・ロンバルディ杯（ミラノ）      | 20 34.71 | 9 75.63 | 12 110.34 |

| 2010-2011 シーズン    |                                                           |         |          |          |
| 開催日                | 大会名                                                    | SP      | FS       | 結果     |
| 2011年4月7日 - 10日   | 2011年トリグラフトロフィー ジュニアクラス（イェセニツェ） | 3 39.20 | 1 81.80  | 1 121.00 |
| 2010年12月17日 - 19日 | フランスフィギュアスケート選手権（トゥール）              | 9 35.46 | 12 60.81 | 12 96.27 |

| 2009-2010 シーズン    |                                                |          |         |          |
| 開催日                | 大会名                                         | SP       | FS      | 結果     |
| 2009年12月17日 - 20日 | フランスフィギュアスケート選手権（マルセイユ） | 11 32.47 | 7 66.37 | 10 98.84 |

## プログラム使用曲
| シーズン  | SP | FS | EX |
| --------- | --- | --- | --- |
| 2019-2020 | November 作曲：マックス・リヒター                                                                           | 24の前奏曲より第4番 ホ短調 Op28-4 ワルツ第7番 嬰ハ短調 Op.64-2 作曲：フレデリック・ショパン | |
| 2018-2019 | マクトゥーブ 曲：マルクス・ヴィアナ                                                                         | I'll Take Care Of You 歌・演奏： ベス・ハート、ジョー・ボナマッサ 作詞・作曲：ブルック・ベントン                                                                                                  | 行かないで 演奏：M.H プロジェクト                                                                                                |
| 2017-2018 | 映画『おもいでの夏』より ミシェル・ルグラン Shining Silver Skies 曲：Ashram                                 | 愛すれど悲し / 愛のデュエット （映画『グリース』サウンドトラックより） 作曲：ジョン・ファーラー 歌：オリヴィア・ニュートンジョン バイ・バイ・ベイビー / 私の心はパパのもの 歌：マリリン・モンロー | 愛すれど悲し / 愛のデュエット （映画『グリース』サウンドトラックより） 作曲：ジョン・ファーラー 歌：オリヴィア・ニュートンジョン |
| 2016-2017 | Experience 作曲：ルドヴィコ・エイナウディ                                                                   | ミュージカル『グリース』 サウンドトラックより 作曲：ジム・ジェイコブス ウォーレン・ケイシー | You Lost Me 曲：クリスティーナ・アギレラ                                                                                         |
| 2015-2016 | I Know You （映画『フィフティ・シェイズ・オブ・グレイ』 サウンドトラックより） ボーカル：スカイラー・グレイ | Perfidia （映画『Shall We Dance?』 サウンドトラックより） ムジャ・ラティナ ベサメ・ムーチョ マンボ・スウィング 演奏：ビッグ・バッド・ブードゥー・ダディ                                           | You Lost Me 曲：クリスティーナ・アギレラ                                                                                         |
| 2014-2015 | カルメン 曲：ラナ・デル・レイ                                                                               | Haute Vltige 作曲：Marimuz Love Dance （シルク・ドゥ・ソレイユ『KÀ』より） 作曲：ルネ・デュプレ                                                                                                   | |
| 2013-2014 | カルメン 曲：ラナ・デル・レイ                                                                               | | |
| 2012-2013 | シング・シング・シング 演奏：ベニー・グッドマン                                                             | | |
| 2011-2012 | アサシンズタンゴ （映画『Mr.&Mrs. スミス』 サウンドトラックより） 作曲：ジョン・パウエル                    | シング・シング・シング 作曲：ルイ・プリマ | |